# Davos
Davos (nemško Davos, italijansko Tavate, retoromansko Tavau) je kraj v vzhodni Švici. Leži ob reki Landwasser v kantonu Graubünden.
Znan je kot vsakoletno prizorišče Svetovnega ekonomskega foruma (WEF), na katerem se zbere politična in ekonomska elita vsega sveta. Kraj je znan tudi kot zimsko turistično središče, predvsem pa po vsakoletnem hokejskem tekmovanju Spengler Cup, ki ga prireja lokalna hokejska skupina HC Davos.
Davos je svojo popularnost najprej dosegel zaradi svoje mikroklime, ki so jo zdravniki priporočali pljučnim bolnikom. Arthur Conan Doyle je o smučanju v Davosu napisal članek že leta 1899, kraj pa je tudi prizorišče romana Der Zauberberg (Čarobna gora) pisatelja Thomasa Manna.

## Smučišča
V kompleks Davoških smučišč šteje pet glavnih območij:
- Parsenn / Gotschna
- Jakobshorn
- Pischa
- Rinerhorn
- Schatzalp

## Mestne četrti
- Davos Dorf
- Davos Platz
- Frauenkirch
- Glaris (Davos)
- Monstein

## Znani prebivalci mesta
- Martina Accola (*1969), smučarka
- Paul Accola (*1967), smučar
- Ambrosi Hofmann (*1977), smučar